# Tenczynek
Tenczynek is een dorp in de Poolse woiwodschap Klein-Polen. De plaats maakt deel uit van de gemeente Krzeszowice en telt 3275 inwoners.

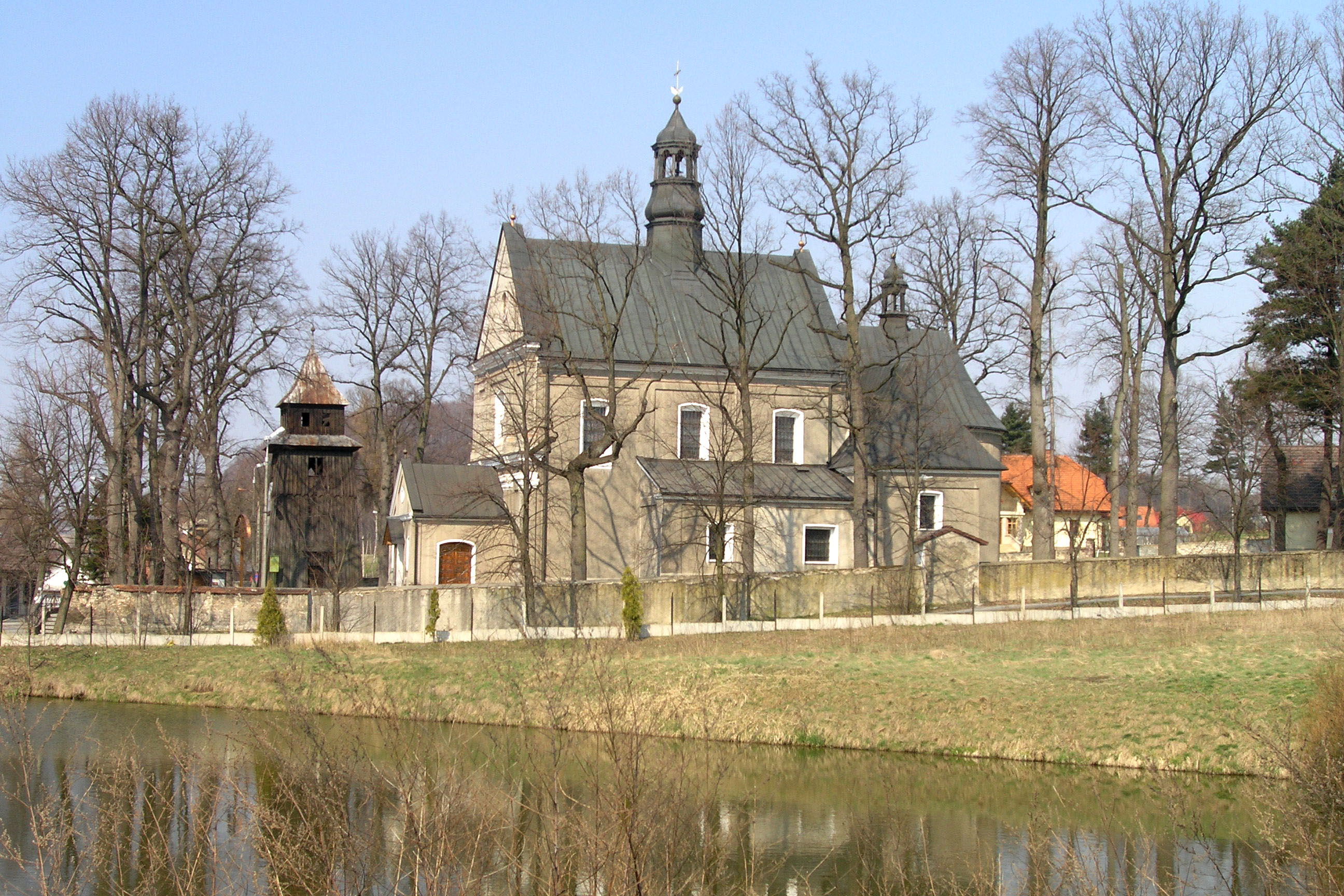
Kerk in Tenczynek
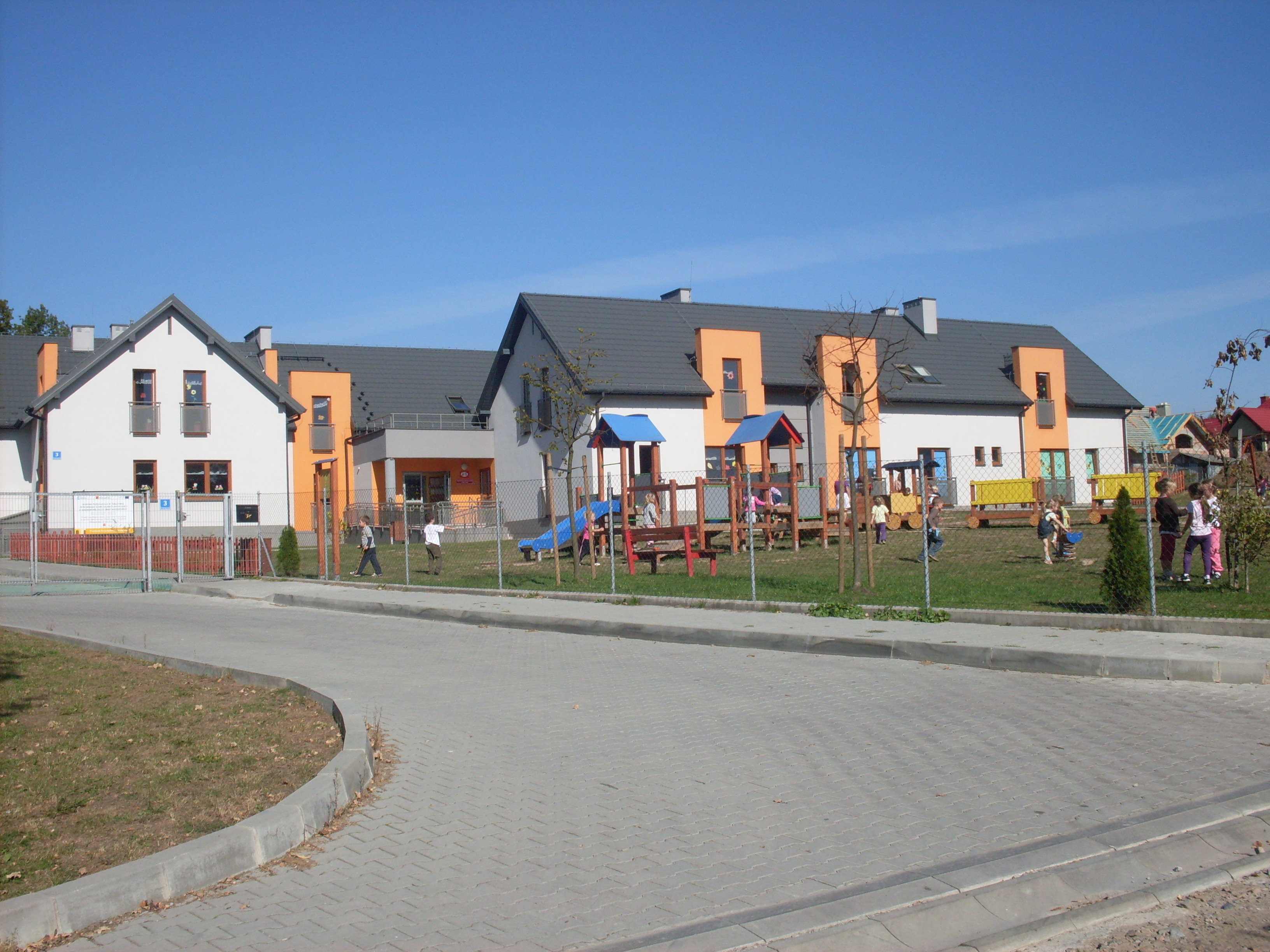
School in Tenczynek